# Abetone (comprensorio sciistico)
L'Abetone è un comprensorio sciistico situato nell'omonimo municipio del comune di Abetone Cutigliano. Comprende circa 50 km di piste, per un totale di 28 piste, serviti da 17 impianti di risalita gestiti dal Consorzio Abetone Multipass.
Il comprensorio, denominato anche Abetone - Val di Luce, è suddiviso in tre zone principali; la prima zona, rivolta verso il lato toscano dell'Abetone è costituita dalle piste storiche dell'Abetone (Selletta, Fivizzani, Riva); la seconda zona è costituita dalle piste sul versante emiliano del comune (le piste Zeno, Stucchi, Pulicchio); la terza zona è costituita dalle piste comprese nella Val di Luce. Una quarta zona è stata la valle del Sestaione, dove i traciati delle piste (Rossa, Azzurra, Sassi Scritti) sono riconvertiti in sentieri e gli impianti dismessi.

## Storia
L'origine della pratica sciistica nell'area dell'Abetone è attestata fin dal 1904, quando un viaggiatore fiorentino, presumibilmente Giovanni Cosimo Cini o forse suo nipote Neri Farina Cini, introdusse gli sci dopo i suoi viaggi in Norvegia. Questi primi esemplari furono donati a Pietro Petrucci, noto come "Pietruzzo", pioniere della tecnica sciistica abetonese, che li utilizzò come modello replicabile. Inizialmente adoperati anche per scopi lavorativi come il trasporto di materiali, gli sci suscitarono un crescente entusiasmo che portò alla nascita, nel 1920/21, dello Sci Club Abetone - Val di Lima. Questa associazione organizzò la prima competizione locale di sci nel 1922.
La particolare conformazione dell'Abetone, caratterizzata da cime prive di vegetazione e ripide discese boschive, favorì sin da subito lo sviluppo dello sci alpino.

Nel 1929, con l'introduzione delle discipline dello sci alpino in Italia, Gualtiero Petrucci, figlio di "Pietruzzo", trionfò nella prima competizione tenutasi a Roccaraso. Una dichiarazione di Petrucci riporta: 
(Abetone tinto d'azzurro, Laura Sparnacci, Sci Club Abetone, 1958)
I grandi campioni Zeno Colò, Celina Seghi e Vittorio Chierroni, insieme a Gualtiero Petrucci, sono noti collettivamente come "i magnifici 4 dell'Abetone". Tuttavia, nel corso della prima metà del XX secolo, l'Abetone è stata una fucina di talenti sciistici italiani tale da essere soprannominata il "Nido d'Aquile". Figure di spicco come Rolando Zanni, Franco Sisi, Olinto Petrucci, Alessandro Petrucci, Guido Ferrari, Erina Petrucci, Vittoria Ferrari, Gino Seghi, Maria Seghi, Marcella Petrucci e Anna Maria Ferrari hanno contribuito al prestigio della località. In epoche successive, l'Abetone ha continuato a essere casa di promettenti talenti, tra cui Paride Milianti, Gaetano Coppi e Luciano Seghi.
Le tre piste Zeno vennero tracciate proprio dal campione di sci nel 1974. Sono particolarmente ricordate dai frequentatori dell'Abetone per gli storici ovini rossi e blu, mentre adesso le tre piste sono servite da un impianto di risalita con cabine a 8 posti. Nel gennaio 2003 il nuovo impianto venne totalmente distrutto da un incendio doloso di cui fu incolpato un gruppo di ecoterroristi vicini a Marco Camenisch.
Dopo un periodo di stasi di qualche decennio, gli impianti di risalita sono stati totalmente rinnovati a partire dal 2000. Il comprensorio ha ospitato diverse edizioni della Coppa del Mondo di sci alpino, Coppa Europa, campionati italiani e gare FISI. La Società Abetone Funivie, parte del consorzio di gestione, ha allo studio la possibilità di riportare una gara di Coppa del Mondo sulle piste dell'Abetone.

## Impianti di risalita e piste

### Impianti
Nella stagione 2024/2025 il comprensorio dell'Abetone è servito dai seguenti impianti:
| N° | Nome impianto                     | Tipologia                                       | Costruttore      | Anno | Lunghezza | Dislivello | Portata  | Zona                |
| -- | --------------------------------- | ----------------------------------------------- | ---------------- | ---- | --------- | ---------- | -------- | ------------------- |
| 5  | Le Regine - Selletta              | Seggiovia qudriposto ad ammorsamento automatico | Leitner          | 2004 | 1819 m    | 421 m      | 2200 p/h | Le Regine           |
| 9  | Tappeto Campo Scuola Abetone      | Tapis roulant                                   | Emmegi           | 2010 | 50 m      | 10 m       | 600 p/h  | Abetone centro      |
| 10 | Buca della Terra Abetone-Selletta | Seggiovia biposto                               | Nascivera        | 1982 | 1425 m    | 311 m      | 1200 p/h | Abetone centro      |
| 11 | Campo Scuola Abetone              | Seggiovia biposto                               | Gradio           | 1988 | 155 m     | 27 m       | 1200 p/h | Abetone centro      |
| 12 | Campo Tennis                      | Seggiovia triposto                              | Leitner          | 1999 | 195 m     | 32 m       | 1300 p/h | Abetone centro      |
| 13 | Tappeto Baby Ovovia               | Tapis roulant                                   | Kaser            | 2000 | 70 m      | 10 m       | 800 p/h  | Casa cantoniera     |
| 14 | Villa Imperatori - Selletta       | Seggiovia biposto                               | Doppelmayr       | 2005 | 1209 m    | 328 m      | 1200 p/h | Abetone centro      |
| 16 | Monte Gomito                      | Sciovia                                         | Zemella          | 1978 | 740 m     | 195 m      | 720 p/h  | Abetone centro      |
| 18 | Casa Cantoniera - Monte Gomito    | Cabinovia                                       | Leitner          | 1999 | 2200 m    | 570 m      | 3000 p/h | Casa Cantoniera     |
| 19 | Ronchicciolo - Zeno 3             | Sciovia                                         | Piemonte Funivie | 1980 | 1100 m    | 290 m      | 900 p/h  | Casa Cantoniera     |
| 20 | Cà del Cucco - Pulicchio          | Seggiovia qudriposto ad ammorsamento automatico | Leitner          | 2003 | 1800 m    | 440 m      | 2400 p/h | Serretto - Faidello |
| 22 | Val di Luce - Tre Potenze         | Seggiovia quadriposto                           | Doppelmayr       | 2003 | 1239 m    | 363 m      | 2200 p/h | Val di Luce         |
| 23 | Val di Luce - Monte Gomito        | Seggiovia quadriposto                           | Doppelmayr       | 2004 | 1054 m    | 379 m      | 2000 p/h | Val di Luce         |
| 24 | Passo d'Annibale                  | Seggiovia triposto                              | Leitner          | 1992 | 1034 m    | 304 m      | 1800 p/h | Val di Luce         |
| 26 | Pian della Sprella                | Seggiovia quadriposto                           | Doppelmayr       | 2003 | 394 m     | 70 m       | 2400 p/h | Val di Luce         |
| 27 | Jolly                             | Sciovia                                         | Marchisio        | 1984 | 197 m     | 20 m       | 720 p/h  | Val di Luce         |
| 28 | Abetina                           | Sciovia                                         | Leitner          | 1987 | 320 m     | 72 m       | 717 p/h  | Val di Luce         |

### Piste
Nella stagione 2024/2025 il comprensorio dell'Abetone è composto dalle seguenti piste: 
| N°  | Nome pista                              | Difficoltà    | Lunghezza | Dislivello | Zona                |
| --- | --------------------------------------- | ------------- | --------- | ---------- | ------------------- |
| 6   | Chierroni                               | Azzurra       | 2500 m    | 420 m      | Le Regine           |
| 7   | Selletta                                | Azzurra       | 2200 m    | 310 m      | Abetone centro      |
| 8   | Giulio Ferrari                          | Azzurra       | 195 m     | 30 m       | Abetone centro      |
| 9   | Campo Scuola Abetone                    | Azzurra       | 155 m     | 30 m       | Abetone centro      |
| 10  | Foresto                                 | Rossa         | 700 m     | 130 m      | Abetone centro      |
| 11  | Riva                                    | Rossa         | 1800 m    | 330 m      | Abetone centro      |
| 12  | Stucchi                                 | Rossa         | 3000 m    | 570 m      | Casa Cantoniera     |
| 13  | Monte Gomito 1                          | Azzurra       | 1300 m    | 195 m      | Abetone centro      |
| 14  | Monte Gomito 2                          | Rossa/Azzurra | 1500 m    | 195 m      | Abetone centro      |
| 15  | Zeno 1                                  | Nera          | 1300 m    | 350 m      | Casa Cantoniera     |
| 16  | Zeno 2                                  | Rossa         | 2500 m    | 570 m      | Casa Cantoniera     |
| 17  | Variante Zeno 3 - Zeno 2                | Rossa         | 1350 m    | 300 m      | Casa Cantoniera     |
| 18  | Zeno 3                                  | Rossa/Azzurra | 2600 m    | 570 m      | Casa Cantoniera     |
| 18b | Campo scuola Ovovia                     | Azzurra       | 150 m     | 25 m       | Casa Cantoniera     |
| 19  | Stadio da Slalom                        | Rossa/Azzurra | 1300 m    | 290 m      | Casa Cantoniera     |
| 19b | Zeno 4                                  | Rossa         | 345m      | 85m        | Casa Cantoniera     |
| 20  | Raccordo Pulicchio - Zeno 3             | Rossa         | 1000 m    | 200 m      | Casa Cantoniera     |
| 21  | Seghi del Pulicchio                     | Rossa/Azzurra | 2950 m    | 505 m      | Serretto - Faidello |
| 22  | Pulicchio                               | Rossa         | 1300 m    | 250 m      | Serretto - Faidello |
| 23  | Coppi 1                                 | Azzurra       | 1300 m    | 350 m      | Serretto - Faidello |
| 24  | Coppi 2                                 | Rossa         | 2500 m    | 505 m      | Serretto - Faidello |
| 25  | Raccordo Zeno 3 - Pulicchio             | Azzurra       | 710 m     | 220 m      | Serretto - Faidello |
| 26  | Otto                                    | Rossa         | 2150 m    | 310 m      | Val di Luce         |
| 28  | Passo d'Annibale                        | Rossa/Azzurra | 2550 m    | 310 m      | Val di Luce         |
| 29  | Tre Potenze                             | Azzurra       | 3280 m    | 360 m      | Val di Luce         |
| 30  | Roccione                                | Rossa         | 1800 m    | 220 m      | Val di Luce         |
| 32  | Celina Seghi                            | Rossa         | 2950 m    | 380 m      | Val di Luce         |
| 33  | Abetina                                 | Azzurra       | 390 m     | 70 m       | Val di Luce         |
| 34  | Jolly                                   | Azzurra       | 187 m     | 20 m       | Val di Luce         |
| 35  | Sprella                                 | Azzurra       | 570 m     | 70 m       | Val di Luce         |
| N/D | Raccordo Stucchi - Riva                 | Azzurra       | 630 m     | 45 m       | Abetone centro      |
| N/D | Bucaneve                                | Nera          | 185 m     | 75 m       | Val di Luce         |
| N/D | Raccordo Tre Potenze - Passo d'Annibale | Azzurra       | 300 m     | 20 m       | Val di Luce         |

## Impianti dismessi e piste abbandonate

### Impianti dismessi
Impianti dismessi e/o sostituiti che per minimo 10 anni hanno fatto parte del comprensorio sciistico abetonese:
| Apertura       | Chiusura       | Nome impianto                       | Tipologia                      | Costruttore       | Anni di servizio | Lunghezza | Dislivello | Portata | Zona                 |
| -------------- | -------------- | ----------------------------------- | ------------------------------ | ----------------- | ---------------- | --------- | ---------- | ------- | -------------------- |
| 1937           | 1969           | Villa Imperatori - Selletta         | Slittovia                      | Pacini            | 32 anni          | 1265 m    | 325 m      | 120 p/h | Abetone centro       |
| 1948           | 1969           | Le Motte - Paradiso                 | Seggiovia monoposto            | Carlevaro & Savio | 21 anni          | 676 m     | 180 m      | 200 p/h | Le Motte             |
| 1949           | 1970           | Selletta - Gomito                   | Seggiovia monoposto            | Carlevaro & Savio | 21 anni          | 1160 m    | 177 m      | 240 p/h | Abetone centro       |
| 1952           | 1972           | Chiarofonte                         | Sciovia                        | Carlevaro & Savio | 20 anni          | 942 m     | 220 m      |         | Chiarofonte          |
| 1953           | 1982           | Abetone Buca della Terra - Selletta | Seggiovia monoposto            | Marchisio         | 29 anni          | 1440 m    | 314 m      | 380 p/h | Abetone centro       |
| 1961           | 2004           | Le Regine - Selletta                | Seggiovia monoposto            | Marchisio         | 43 anni          | 1907 m    | 400 m      | 400 p/h | Le Regine            |
| primi anni '60 | primi anni '80 | Fivizzani                           | Sciovia                        |                   | 20 anni          | 400 m     | 100 m      |         | Le Regine            |
| primi anni '60 | primi anni '80 | Le Regine                           | Sciovia                        |                   | 20 anni          | 300 m     | 50 m       |         | Le Regine            |
| anni '60       | anni '70       | Bar L'Alpino                        | Sciovia                        |                   |                  | 100 m     | 25 m       |         | Bar Alpino           |
| anni '60       | anni '70       | Capanne alla Secchia                | Sciovia                        |                   |                  | 160 m     | 30 m       |         | Capanne alla Secchia |
| 1962           | 1999           | Abetone - Selletta                  | Cestovia / Seggiovia monoposto | Graffer           | 37 anni          | 1386 m    | 313 m      | 600 p/h | Abetone centro       |
| 1962           | 2002           | Selletta - Sestaione                | Cestovia                       | Graffer           | 40 anni          | 836 m     | 394 m      | 500 p/h | Val del Sestaione    |
| 1962           | 2000           | Sestaione - Campolino               | Cestovia                       | Graffer           | 38 anni          | 1380 m    | 407 m      | 600 p/h | Val del Sestaione    |
| 1962           | 2000           | Campolino                           | Sciovia / Sciovia raddoppiata  | Graffer           | 38 anni          | 410 m     | 96 m       | 325 p/h | Val del Sestaione    |
| 1964           | 1996           | Monte Gomito                        | Sciovia                        | Leitner - Zemella | 32 anni          | 680 m     | 153 m      | 500 p/h | Abetone centro       |
| 1964           | 1982           | Le Motte                            | Sciovia                        | Tecnosci          | 18 anni          | 160 m     | 30 m       |         | Le Motte             |
| 1966           | 1985           | Conca d'Oro                         | Seggiovia monoposto            | Marassi - Drago   | 19 anni          | 544 m     | 115 m      | 400 p/h | Le Motte             |
| 1966           | 1992           | Le Pozze - Passo d'Annibale         | Sciovia                        | Marchisio         | 26 anni          | 880 m     | 260 m      | 600 p/h | Val di Luce          |
| 1967           | 1982           | Pista Rossa                         | Sciovia                        | Tecnosci          | 15 anni          | 704 m     | 170 m      | 540 p/h | Val del Sestaione    |
| 1968           | 2003           | Tre Potenze                         | Cestovia / Seggiovia monoposto | Marchisio         | 35 anni          | 1160 m    | 350 m      | 514 p/h | Val di Luce          |
| 1969           | 2005           | Villa Imperatori - Selletta         | Seggiovia monoposto            | Leitner           | 36 anni          | 1209 m    | 324 m      | 750 p/h | Abetone centro       |
| 1970           | 1999           | Baby                                | Sciovia                        | Leitner           | 29 anni          | 116 m     | 23 m       | 590 p/h | Pian di Novello      |
| 1970           | 1999           | Buche dei Tassi                     | Sciovia                        | Leitner           | 29 anni          | 485 m     | 103 m      | 715 p/h | Pian di Novello      |
| 1971           | 1999           | Fior di Pietra                      | Seggiovia biposto              | Leitner           | 28 anni          | 1688 m    | 486 m      | 665 p/h | Pian di Novello      |
| 1971           | 1999           | Poggione                            | Sciovia                        | Leitner           | 28 anni          | 253 m     | 90 m       | 500 p/h | Pian di Novello      |
| 1971           | 2004           | Fariola                             | Sciovia                        | Marchisio         | 33 anni          | 800 m     | 250 m      | 720 p/h | Val di Luce          |
| 1972           | 1999           | Pizzo Alpestre                      | Sciovia                        | Leitner           | 27 anni          | 460 m     | 140 m      | 500 p/h | Pian di Novello      |
| 1973           | 1999           | Campo Scuola Pianaccio              | Sciovia                        | Leitner           | 26 anni          | 113 m     | 20 m       | 572 p/h | Pian di Novello      |
| 1974           | 1999           | Ovovia del Gomito                   | Cabinovia                      | Piemonte Funivie  | 25 anni          | 2200 m    | 570 m      | 800 p/h | Casa Cantoniera      |
| 1974           | 2003           | Cà del Cucco - Pulicchio            | Seggiovia biposto              | Nascivera         | 29 anni          | 1800 m    | 420 m      | 570 p/h | Serretto - Faidello  |
| 1974           | 2004           | Val di Luce - Monte Gomito          | Seggiovia biposto              | Marchisio         | 30 anni          | 1074 m    | 376 m      | 720 p/h | Val di Luce          |
| 1976           | 2003           | Pian della Sprella                  | Sciovia                        | Leitner           | 27 anni          | 460 m     | 69 m       | 720 p/h | Val di Luce          |
| 1978           | 1988           | Foce delle Nubi                     | Sciovia                        | Leitner           | 10 anni          | 190 m     | 30 m       | 500 p/h | Abetone centro       |
| 1978           | 2010           | Baggioleda                          | Sciovia                        | Nascivera         | 32 anni          | 733 m     | 209 m      | 800 p/h | Serretto - Faidello  |
| primi anni '80 | 2008           | Campo Scuola Le Regine              | Sciovia                        |                   | 30 anni          | 250 m     | 50 m       | 600 p/h | Le Regine            |
| primi anni '90 | 2008           | La Macchiona                        | Sciovia                        |                   | 20 anni          | 300 m     | 106 m      | 600 p/h | Le Regine            |

### Piste abbandonate
Piste abbandonate che nel passato hanno fatto parte del comprensorio sciistico abetonese:
| Nome pista                    | Difficoltà | Lunghezza | Dislivello | Zona                |
| ----------------------------- | ---------- | --------- | ---------- | ------------------- |
| Fivizzani                     | Azzurra    | 3500 m    | 600 m      | Le Regine           |
| La Macchiona                  | Azzurra    | 300 m     | 106 m      | Le Regine           |
| Campo Scuola Le Regine        | Azzurra    | 250 m     | 50 m       | Le Regine           |
| Capanne alla Secchia          | Azzurra    | 160 m     | 30 m       | La Secchia          |
| Le Motte                      | Azzurra    | 1500 m    | 210 m      | Le Motte            |
| Le Motte "direttissima"       | Rossa      | 800 m     | 210 m      | Le Motte            |
| Capannina-Le Motte            | Rossa      | 1200 m    | 190 m      | Le Motte            |
| Azzurra                       | Azzurra    | 2400 m    | 441 m      | Valle del Sestaione |
| Sassi Scritti                 | Rossa      | 1800 m    | 441 m      | Valle del Sestaione |
| Rossa                         | Nera       | 2200 m    | 510 m      | Valle del Sestaione |
| Sciovia Rossa 1               | Nera       | 600 m     | 160 m      | Valle del Sestaione |
| Sciovia Rossa 2               | Rossa      | 1650 m    | 160 m      | Valle del Sestaione |
| Campolino 1                   | Azzurra    | 420 m     | 90 m       | Valle del Sestaione |
| Campolino 2                   | Azzurra    | 420 m     | 90 m       | Valle del Sestaione |
| Tre Valli                     | Rossa      | 2500 m    | 460 m      | Valle del Sestaione |
| Gomito                        | Rossa      | 1000 m    | 181 m      | Abetone centro      |
| Direttissima                  | Nera       | 2400 m    | 592 m      | Chiarofonte         |
| Raccordo Direttissima-Stucchi | Rossa      | 750 m     | 170 m      | Chiarofonte         |
| Dell'Angiola                  | Rossa      | 3200 m    | 692 m      | Casa Cantoniera     |
| Pulicchio                     | Rossa      | 3000 m    | 792 m      | Faidello            |
| Fariola 1                     | Azzurra    | 1100 m    | 210 m      | Val di Luce         |
| Fariola 2                     | Rossa      | 1000 m    | 210 m      | Val di Luce         |
| Nera                          | Nera       | 950 m     | 295 m      | Val di Luce         |
| Beatrice                      | Rossa      | 2800 m    | 605 m      | Pian di Novello     |
| Poggione                      | Rossa      | 500 m     | 150 m      | Pian di Novello     |
| Pizzo Alpestre                | Nera       | 800 m     | 200 m      | Pian di Novello     |
| Buche dei Tassi               | Azzurra    | 485 m     | 103 m      | Pian di Novello     |
| Baby                          | Azzurra    | 116 m     | 23 m       | Pian di Novello     |
| Campo Scuola Pianaccio        | Azzurra    | 113 m     | 20 m       | Pian di Novello     |
| L'Alpino                      | Azzurra    | 100 m     | 25 m       | Bar Alpino          |

## Galleria d'Immagini

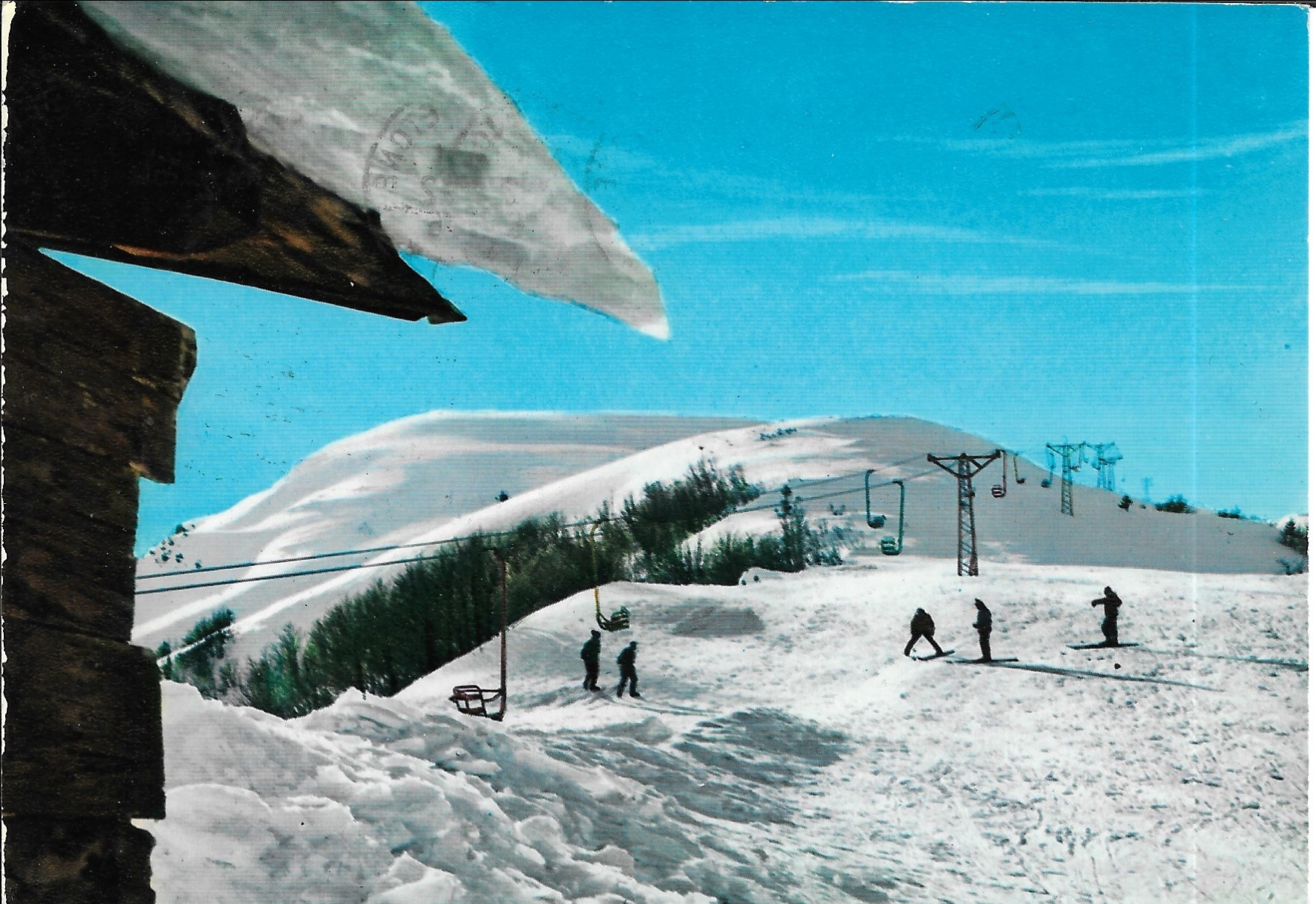
La seggiovia in quota Selletta - Gomito (1949 - 1970)
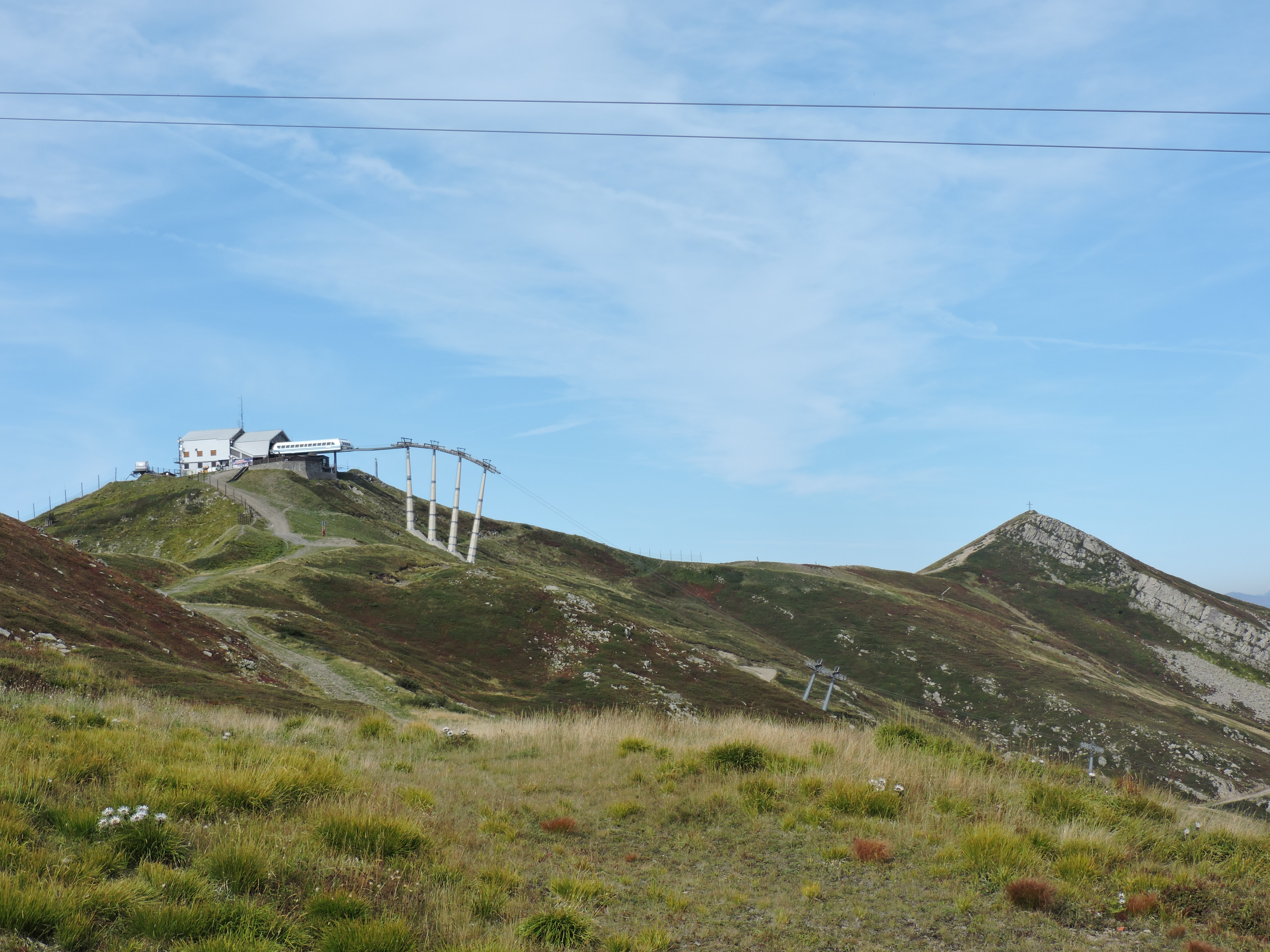
Stazione di quota della telecabinovia Monte Gomito